# Амфиболит

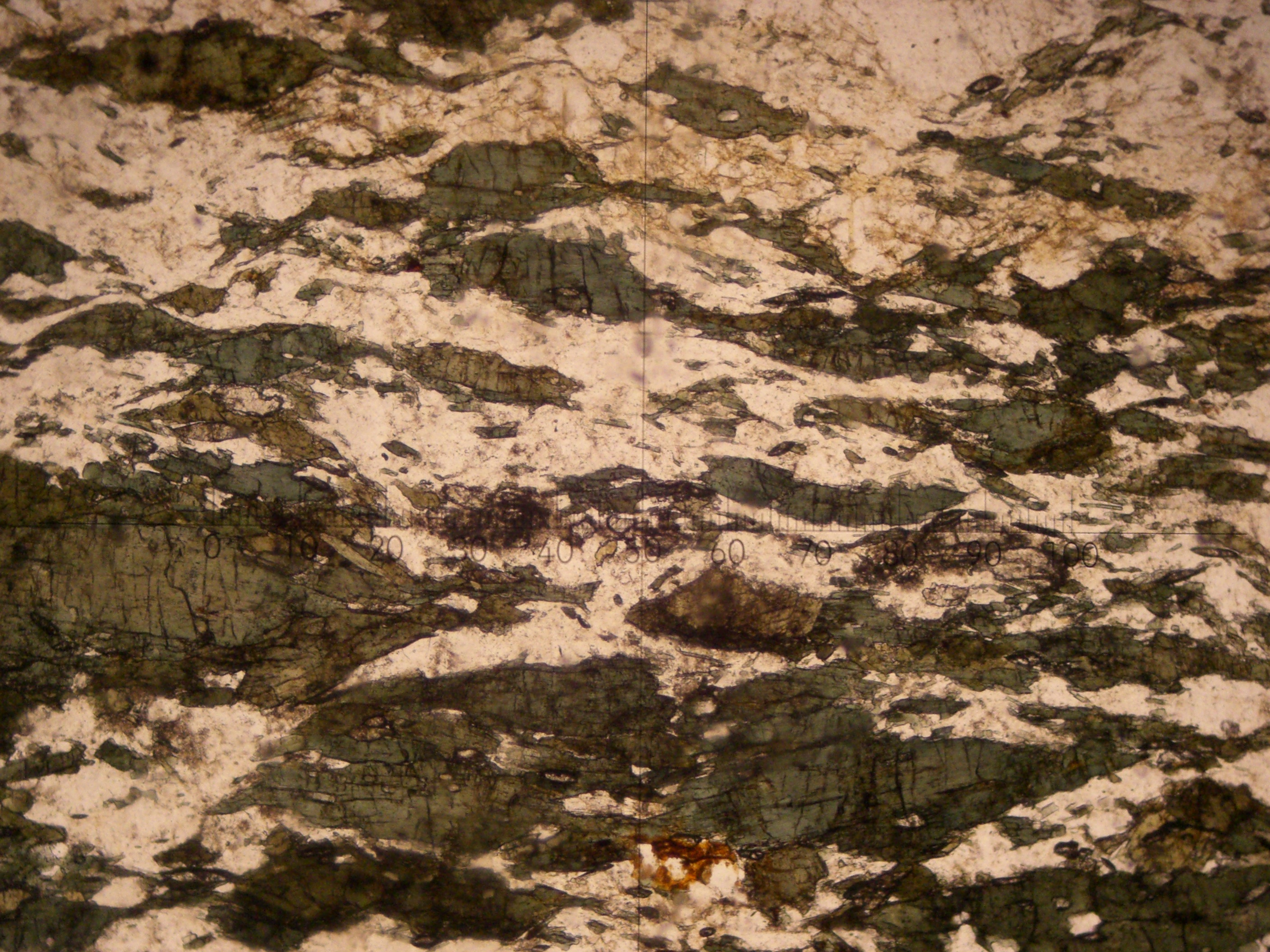
Структура амфиболита под микроскопом

Амфиболит — метаморфическая горная порода, главной составной частью которой служат роговая обманка и плагиоклаз.

## Свойства и происхождение
Амфиболит чаще всего бывает кристаллически-зернистый зелёного цвета. Образуется в глубинных метаморфических катазоне и мезозоне из базальтов, габбро, мергелистых глин с малым количеством извести, перидотитов.
Минеральный состав в процентах: амфиболы — 40; пироксены — 10; плагиоклаз — 40; минералы-примеси — авгит, хлорит, гранат, диопсид, кварц, рудные минералы (ильменит, магнетит).
По составу различают собственно амфиболит, полевошпатовый амфиболит и другие. Амфиболит является довольно распространённой горной породой и характерен для докембрийских метаморфических комплексов.

## Применение
Местный строительный материал. Амфиболиты Приазовья применяются для производства каменного литья.